# Тумчевиште
Тумчевиште (мкд. Тумчевиште) је насељено место у Северној Македонији, у северозападном делу државе. Тумчевиште припада општини Гостивар.

## Географски положај
Насеље Тумчевиште је смештено у северозападном делу Северне Македоније. Од најближег већег града, Гостивара, насеље је удаљено 6 km северно.
Тумчевиште се налази у горњем делу историјске области Полог. Насеље је положено у средишњем делу Полошког поља, па се око насеља у целости пружа се поље. Даље ка западу издиже се Шар-планина, а ка истоку Сува гора. Надморска висина насеља је приближно 490 метара.
Клима у насељу је умерено континентална.

## Становништво
По попису становништва из 2002. године Тумчевиште је имало 235 становника.
Претежно становништво у насељу су етнички Македонци (100%). 
Већинска вероисповест у насељу је православље. 